# Lingang
Lingang (kinesiska: 临港街道, 临港) är en socken i Kina. Den ligger i provinsen Shandong, i den östra delen av landet, omkring 27 kilometer nordost om provinshuvudstaden Jinan. Antalet invånare är 35 533. Befolkningen består av 16 914 kvinnor och 18 619 män. Barn under 15 år utgör 12,0 %, vuxna 15-64 år 78 %, och äldre över 65 år 9,0 %.
Genomsnittlig årsnederbörd är 841 millimeter. Den regnigaste månaden är juli, med i genomsnitt 315 mm nederbörd, och den torraste är januari, med 6 mm nederbörd.